# Gilberto Silva
Gilberto Aparecido Silva (Lagoa da Prata, Minas Gerais, 7 d'octubre de 1976) és un futbolista brasiler, ja retirat que jugava de migcampista.

## Trajectòria

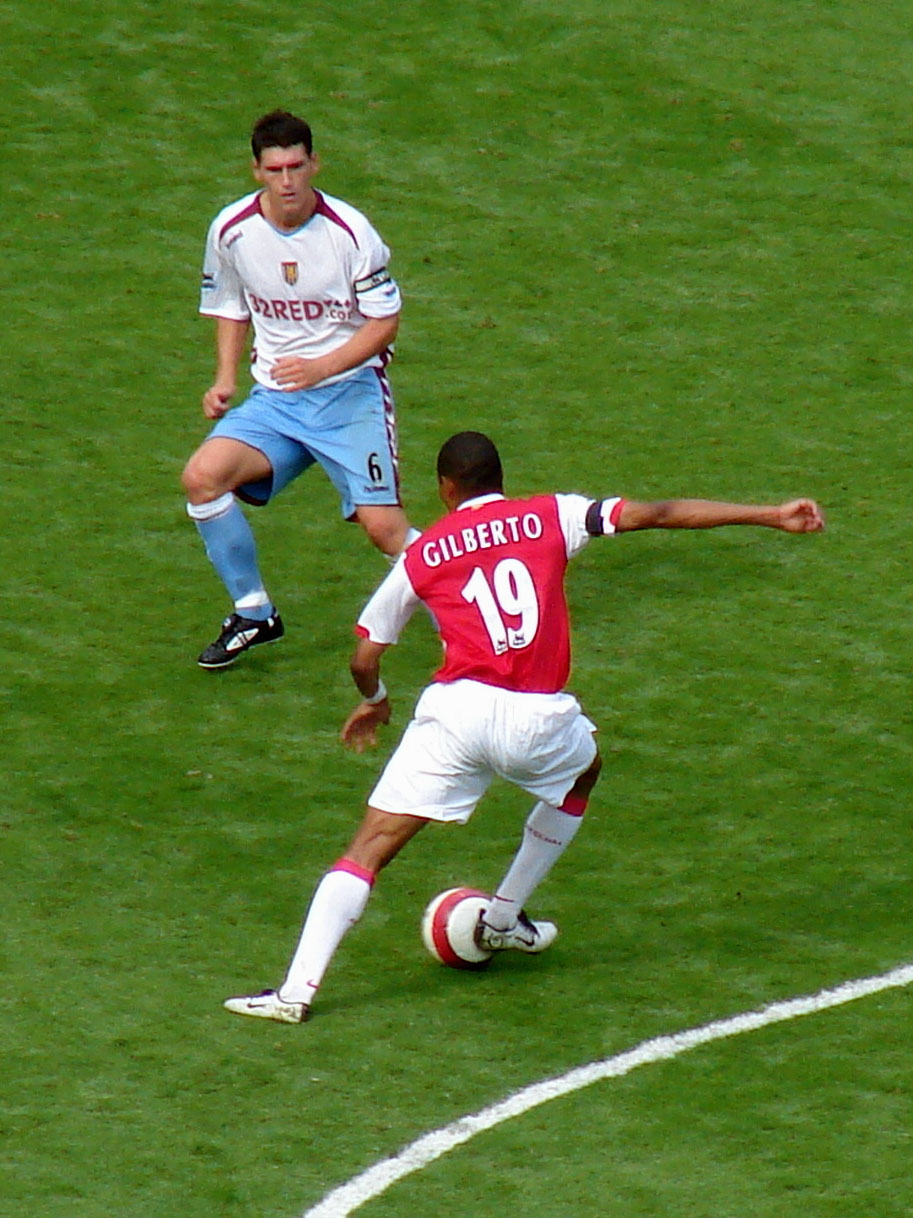
Gilberto a l'Arsenal.

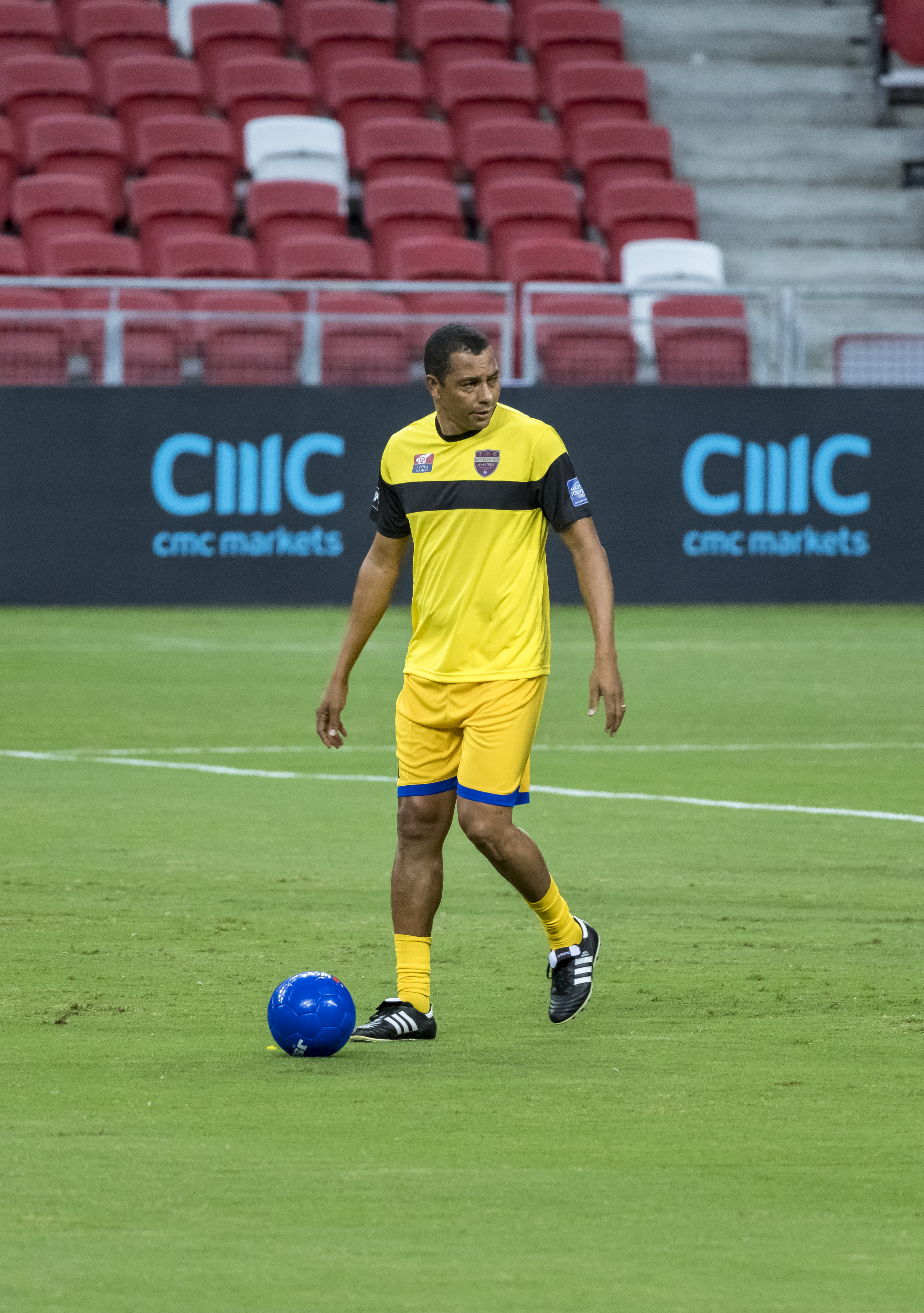
Gilberto Silva el 2017.

### América Mineiro
Va començar la seva carrera com a futbolista professional a l'América Mineiro que llavors jugava a la Serie B brasilera. L'equip va acabar la temporada com a líder de la categoria.

### Atlético Mineiro
El 1999 se'n va anar a un dels millors equips brasilers del moment: l'Atlético Mineiro, equip amb el qual va guanyar el Campionat mineiro l'any 2000. Va estar a l'equip fins a l'any 2002.

### Arsenal
L'estiu del 2002, l'Arsenal FC anglès obté els seus servicis. Al seu primer any amb l'equip gunner guanya la Community Shield. Amb els gunners També va guanyar les FA Cup dels anys 2003 i 2005, la Premier League del 2004 on l'equip d'Arsène Wenger va acabar invicte i la Community Shield del 2004. A la temporada 2005-2006 l'equip londinenc arriba a la final de la Lliga de Campions de la UEFA però la perd amb el FC Barcelona amb un resultat de 2-1.

### Panathinaikos
Després de dos anys de sequera de títols Gilberto Silva decideix fitxar pel Panathinaikos. Amb l'equip grec aconsegueix dos títols: la Super Lliga de Grècia i la Copa grega, tots dos l'any 2010.

### Grêmio
Després de nou anys fora del Brasil decideix tornar-hi per jugar amb el Grêmio.

## Selecció del Brasil
Amb la selecció verdeamarelha va jugar 93 partits i va marcar 3 gols.
Va participar en les Copes del Món del 2002, del 2006 i del 2010, a la Copa Amèrica de l'any 2007 i a les Copes Confederacions dels anys 2005 i 2009.